# اره دسته‌بلند
ارّه دسته‌بلند یک اره متصل به یک دسته است ، از این اره برای بریدن شاخه‌هایی که دست فرد به آنها نمی‌رسد استفاده می‌شود. https://www.merriam-webster.com/dictionary/polesaw